# Rüeggisberg

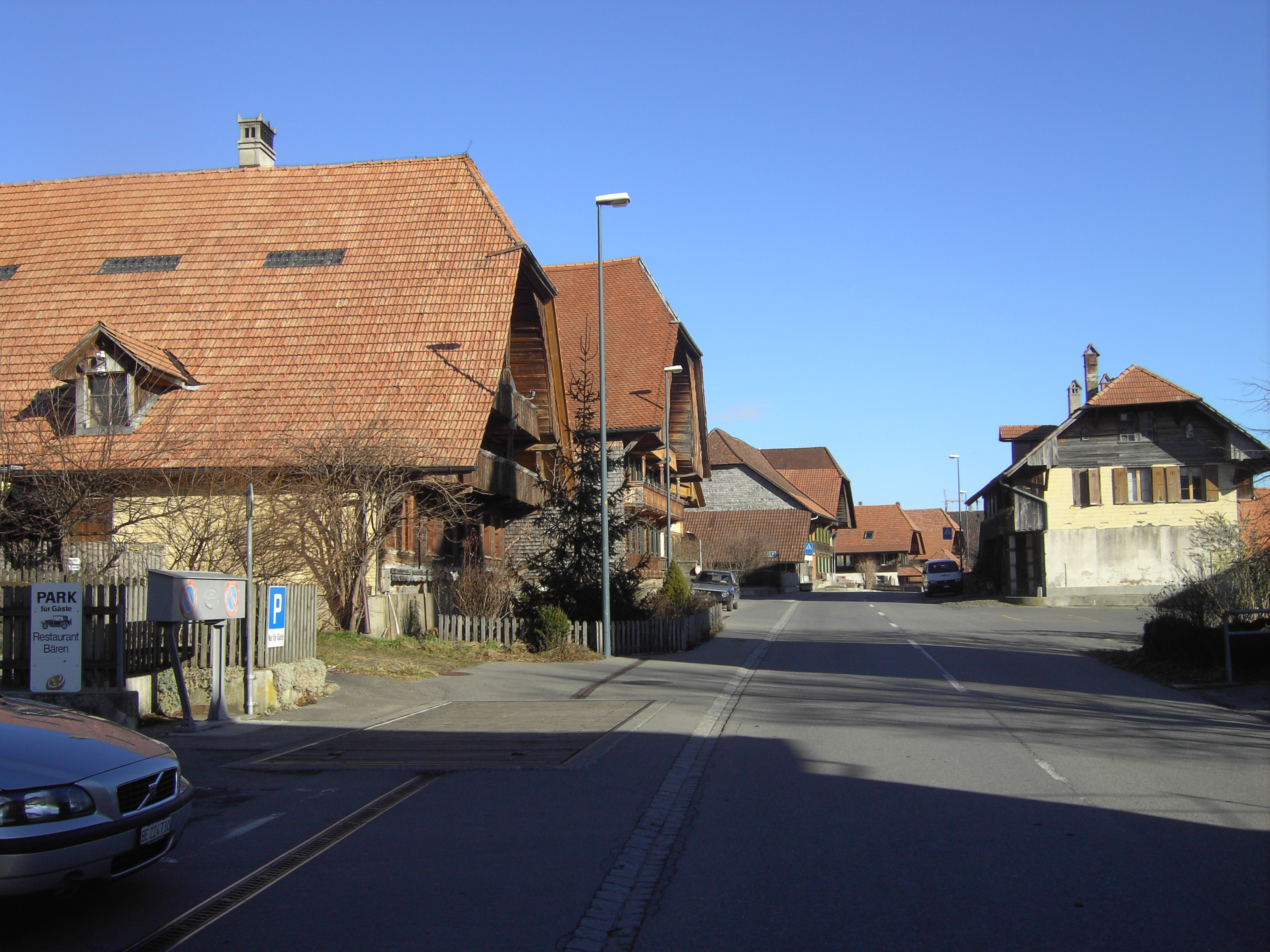
Rüeggisberg.

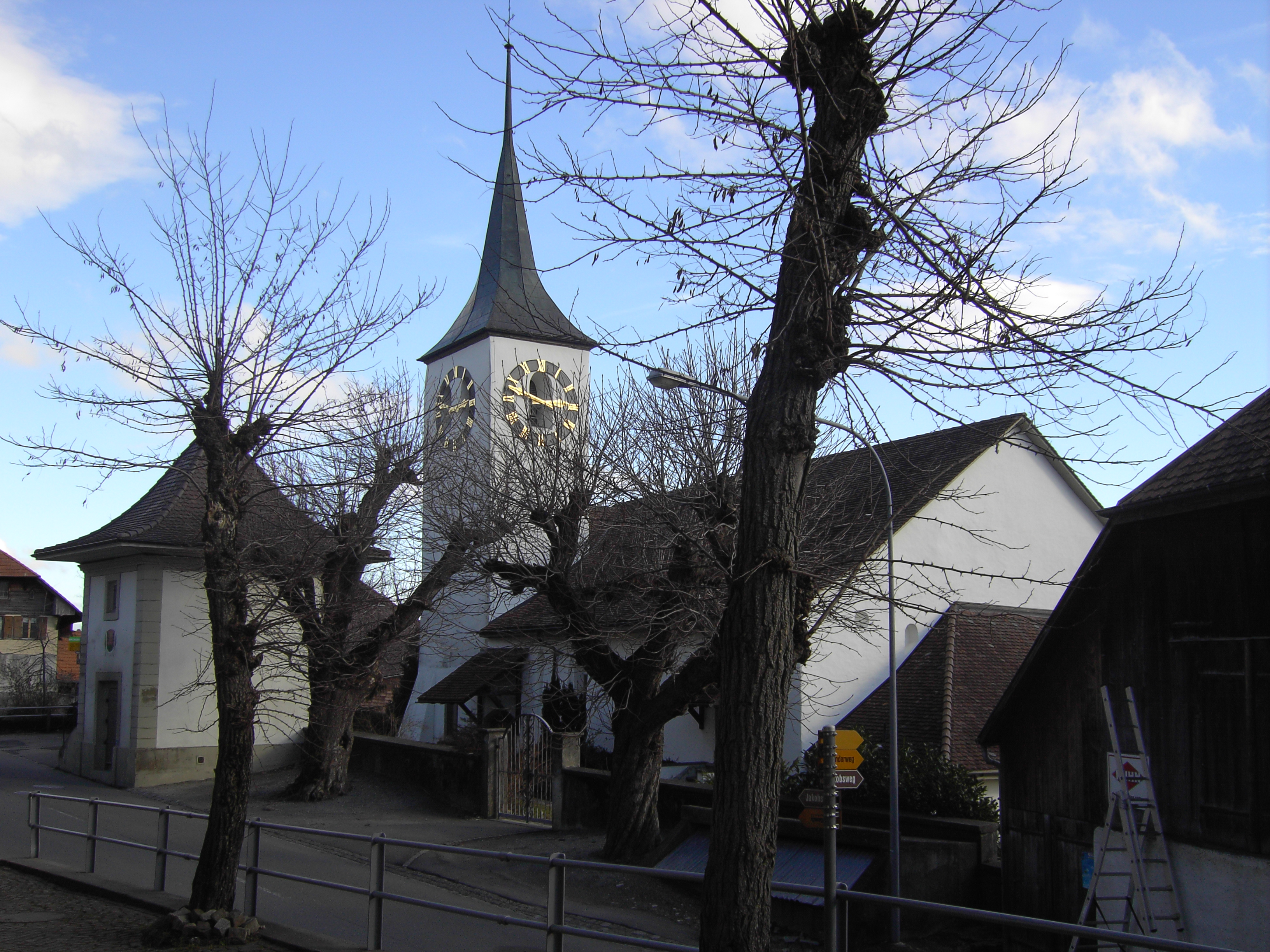
Church.

Rüeggisberg é uma comuna da Suíça, no Cantão Berna, com cerca de 1.866 habitantes. Estende-se por uma área de 35,72 km², de densidade populacional de 52 hab/km². Confina com as seguintes comunas: Blumenstein, Därstetten, Kaufdorf, Niedermuhlern, Oberbalm, Riggisberg, Rümligen, Rüschegg, Rüti bei Riggisberg, Toffen, Wahlern.
A língua oficial nesta comuna é o Alemão.